# Latitud
La latitud es la distancia angular entre la línea ecuatorial (el ecuador) y un punto determinado de la Tierra, medida a lo largo del meridiano en el que se encuentra dicho punto. Según el hemisferio en el que se sitúe el punto, puede ser latitud norte o sur.

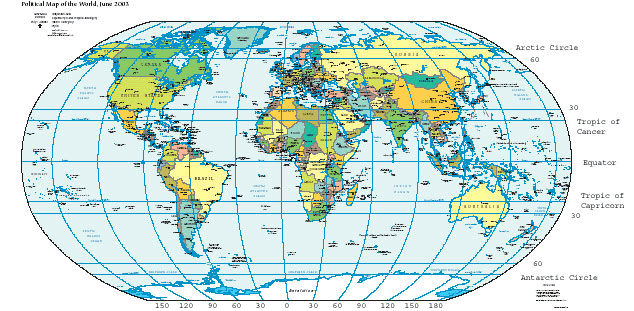
Mapa de la Tierra con paralelos y meridianos.

La latitud proporciona la localización de un lugar, en dirección Norte o Sur desde el ecuador y se expresa en medidas angulares que varían desde los 0° del Ecuador hasta los 90° N del polo Norte o los 90° S del  Polo  Sur. Esto sugiere que si trazamos una recta que vaya desde un punto cualquiera de la Tierra hasta el centro de la misma, el ángulo que forma esa recta con el plano ecuatorial expresa la latitud de dicho punto. La orientación Norte o Sur depende de si el punto marcado está más cerca del Polo Norte que del Polo Sur (latitud norte) o si está más cerca del Polo Sur que del Polo Norte (latitud Sur).

Latitud y longitud en la Tierra.

La latitud se mide en grados sexagesimales (representados por el símbolo grados ° inmediatamente arriba y a la derecha del número, mientras que las subdivisiones o fracciones de los grados se representan con ' que significa minuto sexagesimal y '' que significa segundo sexagesimal), entre 0° y 90°; y puede representarse de dos formas:
- Indicando a qué hemisferio pertenece la coordenada, escribiendo N o S después del símbolo de grado y separado de este por un espacio.
- Añadiendo valores positivos, es decir, con un signo más (+) o por lo consuetudinario sin ningún signo antes del número —en el norte—, y negativos, con un signo menos (–) antes del número —en el sur—.

Así, diez grados en latitud norte podría representarse 10° N o +10°; y diez grados sur podría ser 10° S o -10°.
En la cartografía usual —por ejemplo— la secuencia –70°55'59” significa una latitud (sexagesimal) de 70 grados, 55 minutos y 59 segundos de latitud Sur (un paralelo que estaría ya en la Antártida).
En la navegación marítima la latitud se suele representar con la letra griega φ (Phi).
Si se desea saber la distancia que representa un grado de latitud, se debe considerar que los grados de latitud están espaciados regularmente. Sin embargo, el ligero achatamiento de la Tierra en los polos causa que un grado de latitud varíe de 110,57 km en el ecuador hasta 111,70 km en los polos. Se suele redondear un grado de latitud a 111,12 km, de esta manera un minuto de latitud es 1852 metros (equivalente a una milla náutica) y un segundo de latitud, 30,86 metros.

## Zonas latitudinales

Orientación de la Tierra durante el solsticio de diciembre.

La Tierra se divide en tres grandes zonas latitudinales:
- Zona intertropical: También llamada zona cálida, tórrida o tropical, es la que se encuentra entre el trópico de Cáncer y el trópico de Capricornio (entre las latitudes 23°N y 23°S).
- Zona templada: Se encuentra entre los trópicos y los círculos polares. Predomina el clima templado pero también se presentan los climas subtropical y subpolar. Son comunes los grandes bosques, las praderas y desiertos.
- Zona polar: O zona fría, son las áreas delimitadas por el círculo polar ártico y el antártico, de clima gélido y donde se ubican las grandes capas de hielo y la tundra entre los 66° y 90° de latitud.

## Expresiones relacionadas
- Latitud de estima o estimada: antiguamente, la deducida inmediatamente de la cuenta o cálculo de la estima.
- Latitud observada: era la obtenida por la observación de los astros. Cuando tenía diferencias con la de estima y esta quedaba enmendada con la corrección de dichas diferencias, se llamaba también latitud corregida.
- Latitud marcada o de marcación: la que resulta de marcaciones hechas a puntos de la costa.
- Latitud salida: la del punto de donde el buque ha partido al principiar su navegación o la de aquel en que se comienza una nueva cuenta de estima, como por ejemplo, el de situación al mediodía anterior.
- Latitud llegada: la del punto a que ha llegado una embarcación al concluirse una singladura o al cerrar la cuenta de estima para saber la situación en el momento que se quiere o importa.
- Latitud media: la producida por la semisuma de la salida y la llegada. Sirve para deducir la longitud por el apartamiento de meridiano.
- Latitud creciente: la representada en los grados aumentados del tronco de latitudes de la carta esférica.
- Altas latitudes: las que más se aproximan al polo que al ecuador o pasan de los cuarenta y cinco grados o mitad del cuadrante.
- Bajas latitudes: las más inmediatas al ecuador o que bajan de la mitad del cuadrante, y aun del tercio.
- Ascender, subir, montar o remontar, elevarse, ganar, crecer y aumentar en latitud: navegar o avanzar en distancia desde el ecuador hacia los polos; lo que también expresan las frases de ganar al norte o al sur, en sus casos; y los inversos de todos estos verbos significarían asimismo todo lo contrario, esto es, navegar o granjear distancia desde los polos hacia el ecuador.
- Correr en latitud: navegar por un meridiano desde el ecuador hacia los polos. Otros lo entienden por solo navegar por el meridiano en cualquier sentido.
- Referir la latitud, esto es, la diferencia en latitud, al punto salido u otro determinado. Tomar por referencia dicho punto.[3]

## Latitudes auxiliares
Hay seis latitudes auxiliares que tienen aplicaciones a problemas especiales de geodesia, geofísica y teoría de proyecciones cartográficas:
- Latitud geocéntrica
- Latitud paramétrica (o reducida)
- Latitud rectificante
- Latitud autálica
- Latitud conforme
- Latitud isométrica

Estas magnitudes se relacionan con ubicaciones en el elipsoide de referencia, pero las dos primeras latitudes auxiliares, como la latitud geodésica, se pueden ampliar para definir un sistema de coordenadas geográficas tridimensional. El resto de latitudes no se utilizan de esta forma; se utilizan sólo como construcciones intermedias en proyecciones cartográficas del elipsoide de referencia al plano o en cálculos de geodésicas sobre el elipsoide. Sus valores numéricos no son de interés. Por ejemplo, nadie necesitaría calcular la latitud autálica de la Torre Eiffel.
Las expresiones de las latitudes auxiliares se hacen en términos de la latitud geodésica, el semieje mayor, a, y la excentricidad, e.  Las formas dadas son, aparte de las variantes de notación, las de la referencia estándar para proyecciones cartográficas, a saber, "Map projections: a working manual" ("Proyecciones cartográficas: un manual de trabajo") de J. P. Snyder. Se pueden encontrar derivaciones de estas expresiones en Latitude Developments Connected With Geodesy and Cartography de Adams y en publicaciones en línea de The Mercator Projections, de P. Osborne y Geometric Geodesy, de R. Rapp.

### Latitud geocéntrica

Definición de latitud geodésica (ϕ) y latitud geocéntrica (θ).

La latitud geocéntrica es el ángulo entre el plano ecuatorial y el radio desde el centro hasta un punto de interés.
Cuando el punto está en la superficie del elipsoide, la relación entre la latitud geocéntrica (θ) y la latitud geodésica (ϕ) es:
{\displaystyle \theta (\phi )=\tan ^{-1}\left(\left(1-e^{2}\right)\tan \phi \right)=\tan ^{-1}\left((1-f)^{2}\tan \phi \right)\,.}
Para puntos que no están en la superficie del elipsoide, la relación involucra además la altura del elipsoide h:
{\displaystyle \theta (\phi ,h)=\tan ^{-1}\left({\frac {N(1-f)^{2}+h}{N+h}}\tan \phi \right)}
donde N es el radio de curvatura vertical principal. Las latitudes geodésicas y geocéntricas son iguales en el ecuador y en los polos pero en otras latitudes difieren en unos pocos minutos de arco. Tomando el valor de la excentricidad al cuadrado como 0,0067 (depende de la elección del elipsoide), se puede demostrar que la diferencia máxima de {\displaystyle \phi {-}\theta } es de aproximadamente 11,5 minutos de arco en una latitud geodésica de aproximadamente 45° 6′.

### Latitud paramétrica (o latitud reducida)

Definición de la latitud paramétrica (β) en el elipsoide.

La latitud paramétrica o latitud reducida, β, se define por el radio trazado desde el centro del elipsoide hasta ese punto Q de la esfera circundante (de radio a) que es la proyección paralela al eje de la Tierra de un punto P del elipsoide a latitud ϕ. Fue introducido por Legendre y Bessel quienes resolvieron problemas de la geodesia en el elipsoide transformándolos en un problema equivalente para geodesia esférica utilizando esta latitud más pequeña. La notación de Bessel, u(ϕ), también se utiliza en la literatura actual. La latitud paramétrica está relacionada con la latitud geodésica mediante:
{\displaystyle \beta (\phi )=\tan ^{-1}\left({\sqrt {1-e^{2}}}\tan \phi \right)=\tan ^{-1}\left((1-f)\tan \phi \right)}
El nombre alternativo surge de la parametrización de la ecuación de la elipse que describe una sección de meridiano. En términos de coordenadas cartesianas p, la distancia desde el eje menor, y z, la distancia sobre el plano ecuatorial, la ecuación de la elipse es:
{\displaystyle {\frac {p^{2}}{a^{2}}}+{\frac {z^{2}}{b^{2}}}=1\,.}
Las coordenadas cartesianas del punto están parametrizadas por
{\displaystyle p=a\cos \beta \,,\qquad z=b\sin \beta \,;}
Cayley sugirió el término latitud paramétrica debido a la forma de estas ecuaciones.
La latitud paramétrica no se utiliza en la teoría de las proyecciones cartográficas. Su aplicación más importante es la teoría de las geodésicas elipsoides (Vincenty, Karney)).

### Latitud rectificante
La latitud rectificante, μ, es la distancia del meridiano escalada de modo que su valor en los polos sea igual a 90 grados o π/2 radianes:
{\displaystyle \mu (\phi )={\frac {\pi }{2}}{\frac {m(\phi )}{m_{\mathrm {p} }}}}
donde  la distancia del meridiano desde el ecuador hasta una latitud ϕ es (ver arco de meridiano):
{\displaystyle m(\phi )=a\left(1-e^{2}\right)\int _{0}^{\phi }\left(1-e^{2}\sin ^{2}\phi '\right)^{-{\frac {3}{2}}}\,d\phi '\,,}
y la longitud del cuadrante meridiano desde el ecuador hasta el polo (la distancia polar) es:
{\displaystyle m_{\mathrm {p} }=m\left({\frac {\pi }{2}}\right)\,.}
Usando la latitud rectificante para definir una latitud en una esfera de radio
{\displaystyle R={\frac {2m_{\mathrm {p} }}{\pi }}}
define una proyección del elipsoide a la esfera tal que todos los meridianos tienen longitud verdadera y escala uniforme. Luego, la esfera se puede proyectar al plano con una proyección equirectangular para dar una doble proyección desde el elipsoide al plano de modo que todos los meridianos tengan una longitud verdadera y una escala de meridiano uniforme. Un ejemplo del uso de la latitud rectificante es la proyección cónica equidistante. (Snyder, Sección 16 ). La latitud rectificante también es de gran importancia en la construcción de la proyección Transversa de Mercator.

### Latitud autálica
La latitud autálica (del griego "misma área"), ξ, da una proyección de áreas iguales a una esfera.
{\displaystyle \xi (\phi )=\sin ^{-1}\left({\frac {q(\phi )}{q_{\mathrm {p} }}}\right)}
donde
{\displaystyle {\begin{aligned}q(\phi )&={\frac {\left(1-e^{2}\right)\sin \phi }{1-e^{2}\sin ^{2}\phi }}-{\frac {1-e^{2}}{2e}}\ln \left({\frac {1-e\sin \phi }{1+e\sin \phi }}\right)\\[2pt]&={\frac {\left(1-e^{2}\right)\sin \phi }{1-e^{2}\sin ^{2}\phi }}+{\frac {1-e^{2}}{e}}\tanh ^{-1}(e\sin \phi )\end{aligned}}}
y
{\displaystyle {\begin{aligned}q_{\mathrm {p} }=q\left({\frac {\pi }{2}}\right)&=1-{\frac {1-e^{2}}{2e}}\ln \left({\frac {1-e}{1+e}}\right)\\&=1+{\frac {1-e^{2}}{e}}\tanh ^{-1}e\end{aligned}}}
y el radio de la esfera se toma como
{\displaystyle R_{q}=a{\sqrt {\frac {q_{\mathrm {p} }}{2}}}\,.}
Un ejemplo del uso de la latitud autálica es la proyección cónica de áreas iguales de Albers.: §14 

### Latitud conforme
La latitud conforme, χ, da una transformación (Transformación conforme|conforme) que preserva el ángulo a la esfera
{\displaystyle {\begin{aligned}\chi (\phi )&=2\tan ^{-1}\left[\left({\frac {1+\sin \phi }{1-\sin \phi }}\right)\left({\frac {1-e\sin \phi }{1+e\sin \phi }}\right)^{e}\right]^{\frac {1}{2}}-{\frac {\pi }{2}}\\[2pt]&=2\tan ^{-1}\left[\tan \left({\frac {\phi }{2}}+{\frac {\pi }{4}}\right)\left({\frac {1-e\sin \phi }{1+e\sin \phi }}\right)^{\frac {e}{2}}\right]-{\frac {\pi }{2}}\\[2pt]&=\tan ^{-1}\left[\sinh \left(\sinh ^{-1}(\tan \phi )-e\tanh ^{-1}(e\sin \phi )\right)\right]\\&=\operatorname {gd} \left[\operatorname {gd} ^{-1}(\phi )-e\tanh ^{-1}(e\sin \phi )\right]\end{aligned}}}
donde gd(x) es la Función de Gudermann. (Ver también proyección de Mercator).
La latitud conforme define una transformación del elipsoide a una esfera de radio arbitrario tal que el ángulo de intersección entre dos líneas cualesquiera en el elipsoide es el mismo que el ángulo correspondiente en la esfera (de modo que la forma de los elementos pequeños se conserva bien). Una transformación conforme adicional de la esfera al plano da una doble proyección conforme del elipsoide al plano. Ésta no es la única manera de generar tal proyección conforme. Por ejemplo, la versión "exacta" de la proyección transversal de Mercator en el elipsoide no es una proyección doble. (Sin embargo, implica una generalización de la latitud conforme al plano complejo).

### Latitud isométrica
La latitud isométrica, ψ, se utiliza en el desarrollo de las versiones elipsoidales de la proyección normal de Mercator y la proyección transversal de Mercator. El nombre "isométrico" surge del hecho de que en cualquier punto del elipsoide incrementos iguales de ψ y longitud λ dan lugar a desplazamientos de distancia iguales a lo largo de los meridianos y paralelos respectivamente. La retícula definida por las líneas de constante ψ y constante λ, divide la superficie del elipsoide en una malla de cuadrados (de diferente tamaño). La latitud isométrica es cero en el ecuador pero diverge rápidamente de la latitud geodésica, tendiendo al infinito en los polos. La notación convencional se da en Snyder (página 15):
{\displaystyle {\begin{aligned}\psi (\phi )&=\ln \left[\tan \left({\frac {\pi }{4}}+{\frac {\phi }{2}}\right)\right]+{\frac {e}{2}}\ln \left[{\frac {1-e\sin \phi }{1+e\sin \phi }}\right]\\&=\sinh ^{-1}(\tan \phi )-e\tanh ^{-1}(e\sin \phi )\\&=\operatorname {gd} ^{-1}(\phi )-e\tanh ^{-1}(e\sin \phi ).\end{aligned}}}
Para la proyección normal de Mercator (sobre el elipsoide), esta función define el espaciado de los paralelos: si la longitud del ecuador en la proyección es E (unidades de longitud o píxeles), entonces la distancia, y, de un paralelo de latitud ϕ desde el ecuador es
{\displaystyle y(\phi )={\frac {E}{2\pi }}\psi (\phi )\,.}
La latitud isométrica ψ está estrechamente relacionada con la latitud conforme χ:
{\displaystyle \psi (\phi )=\operatorname {gd} ^{-1}\chi (\phi )\,.}

### Fórmulas inversas y series
Las fórmulas de las secciones anteriores dan la latitud auxiliar en términos de latitud geodésica. Las expresiones para las latitudes geocéntricas y paramétricas pueden invertirse directamente pero esto es imposible en los cuatro casos restantes: las latitudes rectificantes, autálicas, conformes e isométricas. Hay dos métodos de proceder.
- La primera es una inversión numérica de la ecuación que define todos y cada uno de los valores particulares de la latitud auxiliar. Los métodos disponibles son la iteración de punto fijo y la búsqueda de raíces de Newton-Raphson.
  - Al convertir de isométrico o conforme a geodésico, dos iteraciones de Newton-Raphson proporcionan una precisión doble.[14]
- El otro enfoque, más útil, consiste en expresar la latitud auxiliar como una serie en términos de latitud geodésica y luego invertir la serie mediante el método de reversión de Lagrange. Adams presenta estas series y utiliza expansiones de series de Taylor y proporciona coeficientes en términos de excentricidad. Orihuela[15] da series para las conversiones entre todos los pares de latitudes auxiliares en términos del tercer aplanamiento, n = (a - b)/(a + b). Karney[16] establece que los errores de truncamiento para tales series son consistentemente menores que las series equivalentes en términos de excentricidad. El método de la serie no es aplicable a la latitud isométrica y se debe encontrar la latitud conforme en un paso intermedio.[6]

### Comparación numérica de latitudes auxiliares
El gráfico de la derecha muestra la diferencia entre la latitud geodésica y las latitudes auxiliares distintas de la latitud isométrica (que diverge hasta el infinito en los polos) para el caso del elipsoide WGS84. Las diferencias que se muestran en el gráfico están en minutos de arco. En el hemisferio norte (latitudes positivas), θ ≤ χ ≤ μ ≤ ξ ≤ β ≤ ϕ; en el hemisferio sur (latitudes negativas), las desigualdades se invierten, con igualdad en el ecuador y los polos. Aunque el gráfico parece simétrico alrededor de 45°, los mínimos de las curvas en realidad se encuentran entre 45° 2′ y 45° 6′. Algunos puntos de datos representativos se dan en la siguiente tabla. Las latitudes conformes y geocéntricas son casi indistinguibles, un hecho que se aprovechó en la época de las calculadoras manuales para acelerar la construcción de proyecciones cartográficas.: 108 
De primer orden en el aplanamiento f, las latitudes auxiliares se pueden expresar como 
ζ = ϕ − Cf sin 2ϕ
donde la constante C toma los valores 
[1⁄2, 2⁄3, 3⁄4, 1, 1]
para 
ζ = [β, ξ, μ, χ, θ].
| ϕ   | L. paramétrica β − ϕ | L autálica ξ − ϕ | L. rectificante μ − ϕ | L. conforme χ − ϕ | L. geocéntrica θ − ϕ |
| --- | -------------------- | ---------------- | --------------------- | ----------------- | -------------------- |
| 0°  | 0.00′                | 0.00′            | 0.00′                 | 0.00′             | 0.00′                |
| 15° | −2.88′               | −3.84′           | −4.32′                | −5.76′            | −5.76′               |
| 30° | −5.00′               | −6.66′           | −7.49′                | −9.98′            | −9.98′               |
| 45° | −5.77′               | −7.70′           | −8.66′                | −11.54′           | −11.55′              |
| 60° | −5.00′               | −6.67′           | −7.51′                | −10.01′           | −10.02′              |
| 75° | −2.89′               | −3.86′           | −4.34′                | −5.78′            | −5.79′               |
| 90° | 0.00′                | 0.00′            | 0.00′                 | 0.00′             | 0.00′                |

## Sistemas de latitud y coordenadas
La latitud geodésica, o cualquiera de las latitudes auxiliares definidas en el elipsoide de referencia, constituye con la longitud un sistema de coordenadas bidimensional en ese elipsoide. Para definir la posición de un punto arbitrario es necesario extender dicho sistema de coordenadas a tres dimensiones. De esta manera se utilizan tres latitudes: las latitudes geodésica, geocéntrica y paramétrica se utilizan en coordenadas geodésicas, coordenadas polares esféricas y coordenadas elipsoidales respectivamente.

### Coordenadas geodésicas

Coordenadas geodésicas P(ɸ,λ,h)

En un punto arbitrario P, considere la línea PN que es normal al elipsoide de referencia. Las coordenadas geodésicas P(ɸ,λ,h) son la latitud y longitud del punto N en el elipsoide y la distancia PN. Esta altura difiere de la altura sobre el geoide o de una altura de referencia como la altura sobre el nivel medio del mar en una ubicación específica. La dirección de PN también diferirá de la dirección de una plomada vertical. La relación de estas diferentes alturas requiere el conocimiento de la forma del geoide y también del campo de gravedad de la Tierra.

### Coordenadas polares esféricas

Coordenada geocéntrica relacionada con coordenadas polares esféricas P(r,θ′,λ)

La latitud geocéntrica θ es el complemento del ángulo polar o colatitud θ′ en coordenadas polares esféricas convencionales en las que las coordenadas de un punto son P(r,θ′,λ) donde r es la distancia de P al centro O, θ′ es el ángulo entre el vector radio y el eje polar y λ es la longitud. Dado que la normal en un punto general del elipsoide no pasa por el centro, está claro que los puntos P' de la normal, que tienen todos la misma latitud geodésica, tendrán diferentes latitudes geocéntricas. Los sistemas de coordenadas polares esféricas se utilizan en el análisis del campo gravitatorio.

### Coordenadas elipsoidales-armónicas

Coordenadas elipsoidales P(u,β,λ)

La latitud paramétrica también se puede ampliar a un sistema de coordenadas tridimensional. Para un punto P que no está en el elipsoide de referencia (semiejes OA y OB), se construye un elipsoide auxiliar que sea confocal (mismos focos F, F′) con el elipsoide de referencia: la condición necesaria es que el producto ae del semieje mayor y la excentricidad es la misma para ambos elipsoides. Sea u el semieje menor (OD) del elipsoide auxiliar. Además, sea β la latitud paramétrica de P en el elipsoide auxiliar. El conjunto (u,β,λ) define las coordenadas elipsoidales-armónicas o simplemente coordenadas elipsoidales:: §4.2.2  (aunque ese término también se utiliza para referirse a coordenadas geodésicas). Estas coordenadas son la elección natural en los modelos del campo de gravedad para un cuerpo elipsoidal giratorio. 
Lo anterior se aplica a un elipsoide biaxial (un esferoide, como en las coordenadas esferoidales achatadas); para una generalización, consulte coordenadas elipsoidales triaxiales.

### Conversiones de coordenadas
Las relaciones entre los sistemas de coordenadas anteriores y también con las coordenadas cartesianas no se presentan aquí.  La relación entre las coordenadas polares esféricas y cartesianas se puede ver en Coordenadas esféricas. La relación entre coordenadas cartesianas y elipsoidales se analiza en la publicación de Torge.

## Latitud astronómica
La latitud astronómica (Φ) es el ángulo entre el plano ecuatorial y la dirección vertical verdadera en un punto de la superficie. La vertical verdadera, la dirección de una plomada, es también la dirección de la gravedad (la resultante de la aceleración gravitatoria (basada en la masa) y la aceleración centrífuga) en esa latitud. La latitud astronómica se calcula a partir de los ángulos medidos entre el cénit y las estrellas cuya declinación se conoce con precisión.
En general, la vertical verdadera en un punto de la superficie no coincide exactamente ni con la normal del elipsoide de referencia ni con la normal del geoide. El ángulo entre las normales astronómicas y geodésicas se denomina desviación vertical y suele ser de unos pocos segundos de arco, pero es importante en geodesia. La razón por la que difiere de la normal al geoide es que éste es una forma idealizada y teórica "al nivel medio del mar". Los puntos de la superficie real de la Tierra suelen estar por encima o por debajo de esta superficie idealizada del geoide y en este caso la vertical verdadera puede variar ligeramente. Además, la vertical real en un punto en un momento determinado está influida por las fuerzas de las mareas, que el geoide teórico promedia.
La latitud astronómica no debe confundirse con la declinación, la coordenada que los astrónomos utilizan de forma similar para especificar la posición angular de las estrellas al norte/sur del ecuador celeste (ver coordenadas ecuatoriales), ni con la latitud eclíptica, la coordenada que los astrónomos utilizan para especificar la posición angular de las estrellas al norte/sur de la eclíptica.